# Teresa De Caprio
Teresa De Caprio (Siracusa, 1885 – Siracusa, 1978) è stata un'infermiera e militare italiana, appartenente al Corpo delle Infermiere Volontarie della Croce Rossa Italiana, decorata con la medaglia al valor militare nel 1918 e con la medaglia d'oro al merito della Croce Rossa nel 1966.

## Biografia
Nata a Siracusa, Teresa fece la sua prima esperienza di soccorso durante il Terremoto di Messina del 1908. Nel 1911 con lo scoppio della guerra libica si imbarcò come volontaria sulla nave ospedale Menphi, curando i numerosi feriti. 
Nel 1915 con l'entrata dell'Italia nella prima guerra mondiale, Teresa fece domanda per essere inviata come infermiera volontaria sui campi di guerra. Partì il 13 agosto dello stesso anno diretta all'ospedale di Carnia. Da allora rimase costantemente sugli ospedaletti in prima linea. Fu trasferita a Bolzano e in Alto Adige dove prestò servizio come Capogruppo delle infermiere volontarie. Nel 1917, a titolo di onore, fu la prima infermiera italiana prescelta per operare a Gorizia, a pochi metri dalle linee nemiche. Rimase lì fino a quando gli ospedaletti da campo furono evacuati. Rimase comunque nell'ospedaletto più avanzato verso il nemico, fino alla ritirata delle truppe italiane il 27 ottobre del 1917. Il 24 agosto di quell'anno prestò servizio ai feriti sotto le bombe, poiché l'ospedaletto nel quale si trovava fu preso di mira dall'artiglieria avversaria.
Furono il direttore dell'ospedaletto di Gorizia e il direttore di Sanità dell'8º Corpo d'Armata a proporla affinché ricevesse la medaglia d'argento al valor militare per il servizio prestato in guerra. Il 26 settembre del 1918, Teresa De Caprio ricevette la medaglia, ma non d'argento come era stato per lei richiesto ma una medaglia di bronzo al valor militare. La stessa scrisse al Ministero della guerra del Regno d'Italia il 19 luglio del 1919 chiedendo che la sua medaglia fosse commutata in argento, affinché non venisse sminuito quel che in realtà era accaduto nei giorni di guerra. A testimoniare il suo operato sul campo di Gorizia furono appellati, tra gli altri, i generali Lequio e Giovanni Cattaneo. Oggi si ricorda Teresa come una medaglia d'argento al valor militare.
Finita la guerra divenne ispettrice delle infermiere volontarie. In tempo di pace continuò a mantenere vivo il suo rapporto con la Croce Rossa. Tenne le lezioni di infermieristica per i suoi allievi anche nella propria casa, versando in quel periodo la Croce Rossa Italiana in gravi condizioni economiche. Nel 1966 il presidente del CRI conferì a Teresa la medaglia d'oro al merito civile.

## Riconoscimenti
A Teresa De Caprio è stato dedicato un ulivo secolare piantato nel cortile della scuola di via Asbesta della città di Siracusa: lei è infatti uno dei 20 nomi siracusani decorati con medaglia al valore che la città ha voluto ricordare piantando 20 ulivi e dando al luogo in cui sorgono l'appelltativo di «Viale degli Eroi».